# Róger Flores
Róger Flores Solano (San José (Costa Rica), 26 de maio de 1959) é um ex-futebolista profissional e treinador costarriquenho, que atuava como defensor.

## Carreira
Róger Flores fez parte do elenco da Seleção Costarriquenha de Futebol da Copa do Mundo de 1990, sendo o capitão da equipe.